# 10927 Vaucluse
10927 Vaucluse è un asteroide della fascia principale. Scoperto nel 1998, presenta un'orbita caratterizzata da un semiasse maggiore pari a 2,6012478 UA e da un'eccentricità di 0,1315299, inclinata di 6,70243° rispetto all'eclittica.